# Mantonico bianco
Il Mantonico bianco è un vitigno italiano a bacca bianca coltivato nella regione vinicola della Calabria, nel sud Italia. L'uva non va confusa con l'omonimo vitigno calabrese Montonico bianco. All'inizio del 21º secolo, la profilazione del DNA ha suggerito che il Mantonico bianco potrebbe essere una delle varietà madri dell'uva rossa calabrese Gaglioppo, conosciuta anche come Mantonico nero. 
Il Mantonico bianco viene utilizzato per produrre vini da dessert sia secchi che dolci, in stile passito , con diverse denominazioni di Indicazione geografica tipica (IGT) calabresi. L'uva è anche potenzialmente una delle varietà consentite nei vini a Denominazione di origine controllata (DOC) di Bivongi e Donnici, tuttavia, le normative per quelle DOC non distinguono tra Mantonico bianco e Montonico bianco, con quest'ultimo più spesso utilizzato in quei vini.